# Caisse (contenant)
Pour les articles homonymes, voir caisse.

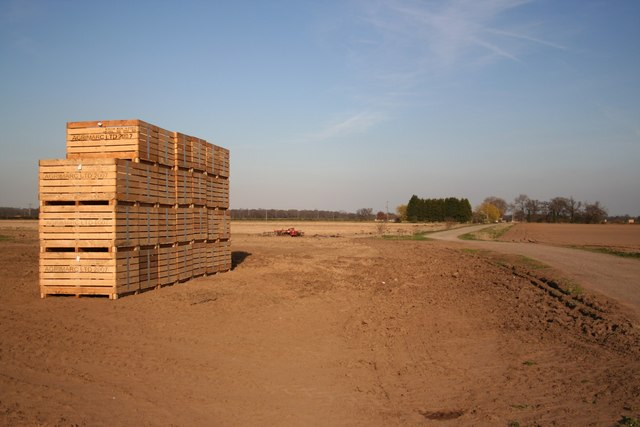
La caisse de bois brut est un contenant depuis longtemps utilisé, dont en agriculture (ici pour le transport de pommes de terre). Dans la plupart des pays, le bois doit répondre à certains critères physicochimiques pour être considéré comme apte au contact alimentaire, et au recyclage ou à la valorisation en bois-énergie

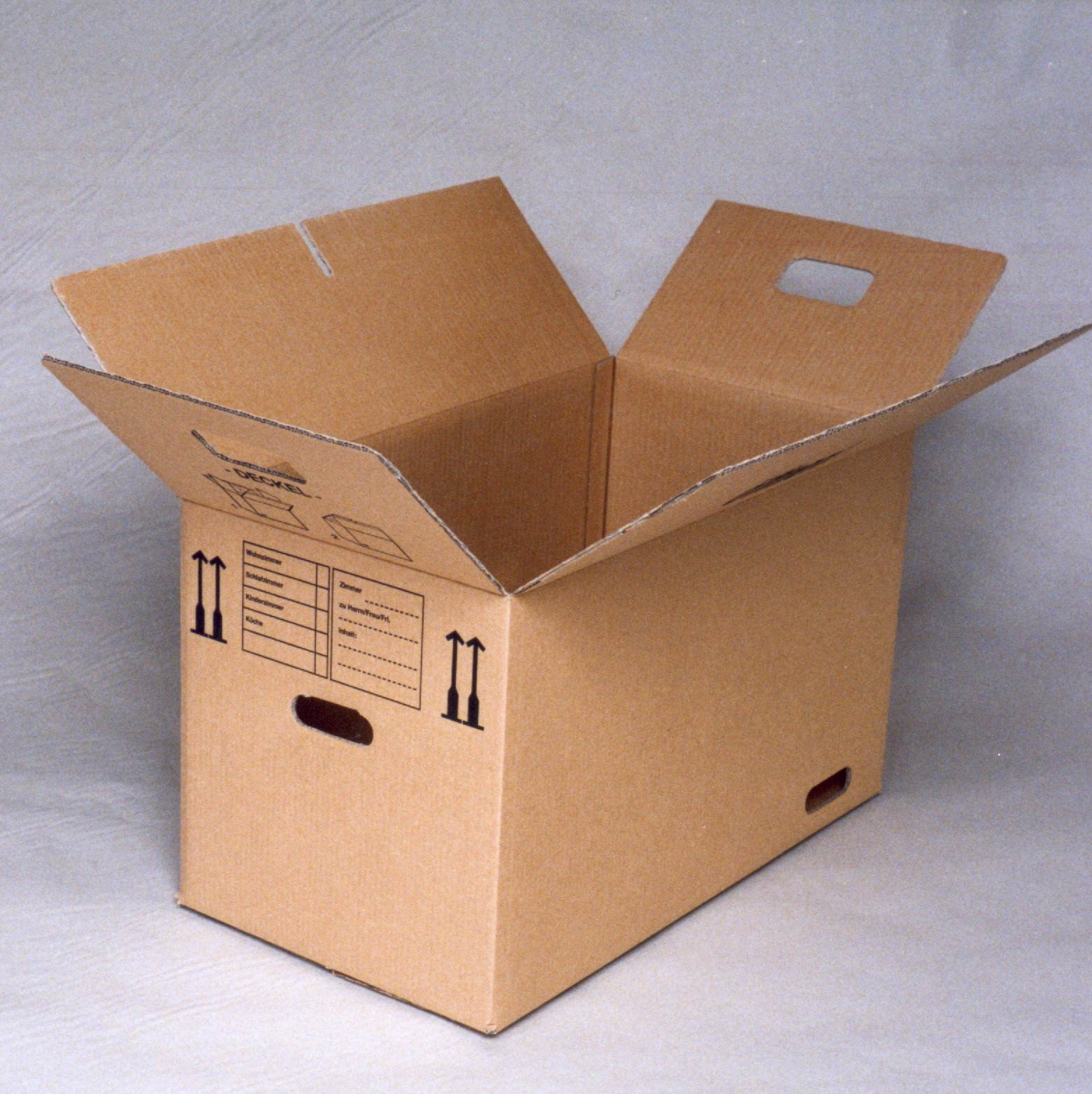
Un carton : c'est une caisse en carton.

Les caisses sont des boîtes servant à emballer des marchandises, par exemple :
- des produits en plusieurs pièces, qui doivent être livrées ensemble ;
- des objets ou équipements fragiles qu'il faut impérativement protéger (de la rouille, du vol, des chocs...) ;
- des matériels difformes, qui sont beaucoup plus facilement transportés dans un parallélépipède que s'ils restent posés sur une palette sur laquelle on ne pourrait rien poser.

## Constitution

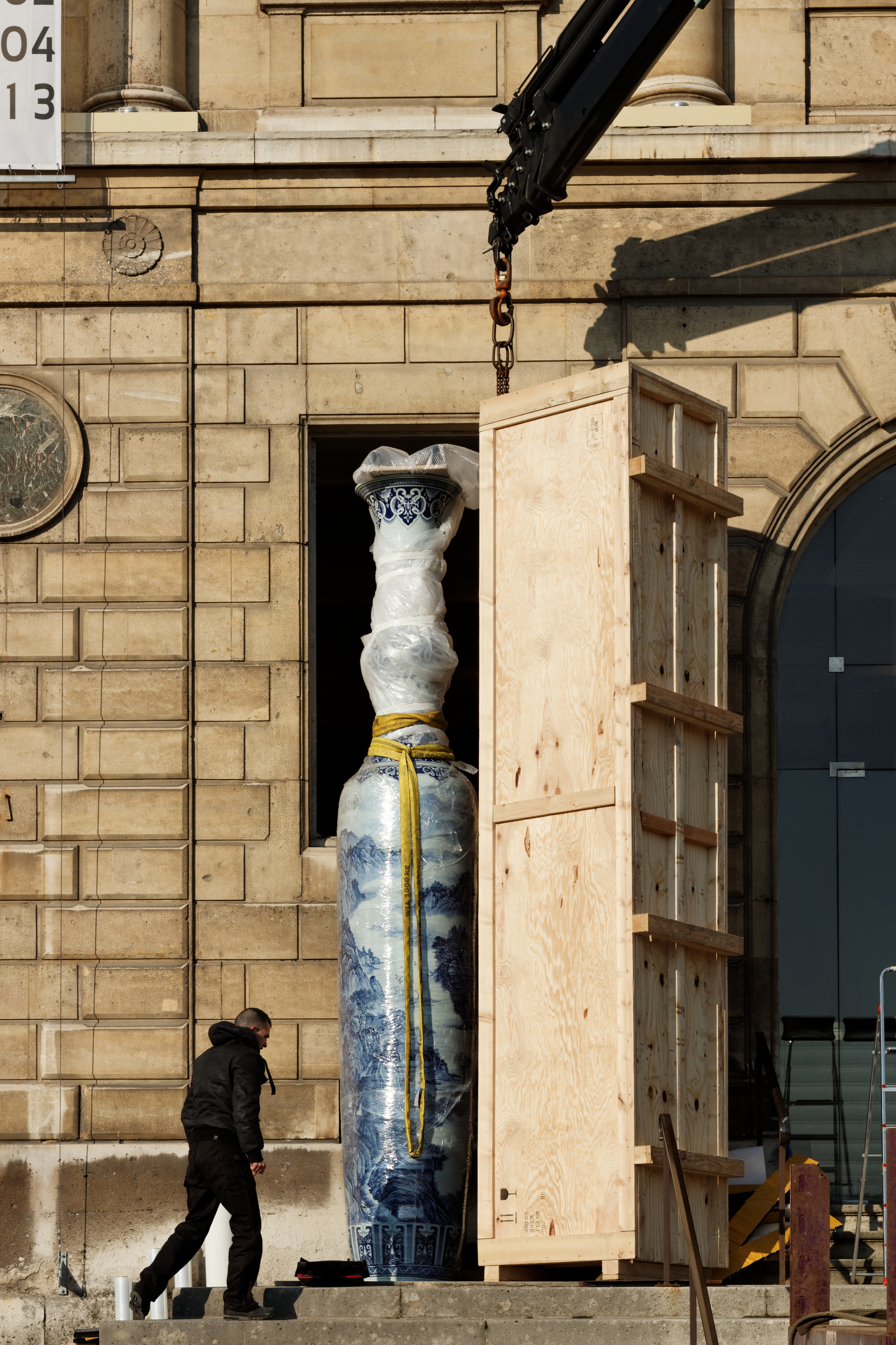
Une caisse en bois.

Les caisses en bois sont fabriquées en plusieurs parties qui sont ensuite assemblées soit avant livraison, soit chez le client. Dans ce cas elles sont livrées en kit.
- La base, si elle n'est pas unie, est soit une palette à dés, soit une palette à chevrons
- deux grands côtés identiques
- deux petits côtés identiques
- un couvercle

Certains modèles de caisses sont en contreplaqué agrafé, livrées à plat, ce sont des caisses pliantes.
On parle également de caisse américaine, c'est alors une caisse en carton ondulé.
Il existe désormais des caisses en plastique, ce sont des articles réutilisables, à usage de rangement domestique ou de manutention industrielle. Afin de prendre moins de place dans les camions lors du retour à vide, la plupart sont pliantes ou emboîtables.
Les caisses à marée sont très utilisées dans les criées et ports de pêche. Propriété de l'organisme exploitant, elles sont remplies en mer lors de la pêche et sont directement mises à la vente aux professionnels qui les restituent plus tard vides. Elles sont bien sûr en plastique. Par une réalisation ingénieuse, elles sont bicolores : en alignant les couleurs elles s'emboîtent et ne prennent pas de place ; en alternant les couleurs, elles s'empilent et n'écrasent pas le contenu.

## Contact alimentaire
Certains bois contiennent des sèves ou émettent des substances allergènes ou toxiques. 
Un nombre croissant de législations de santé environnementale imposent (dont en Europe) que le bois utilisé pour le transport d'aliments réponde à certains critères physicochimiques pour être considéré lors de leur utilisation comme matériau de caisses, cagettes ou plateau comme apte au contact alimentaire. 

## Fin de vie, recyclage, valorisation énergétique
Un nombre croissant de législations imposent aussi (dont en Europe) que le bois (déchiqueté ou non) utilisé en fin de vie des caisses comme Bois-énergie  réponde à certains critères physicochimiques pour que sa  valorisation énergétique ne soit pas source de pollution (autre que l'émission de CO2). 
En France, afin de favoriser son utilisation comme combustible dans des chaufferies, le broyat d'emballages en bois n'est plus un déchet mais un produit (depuis août 2014), mais à condition - stipule un arrêté - que ce bois ne soit pas  souillé par des produits polluants et que son utilisation soit globalement sans incidences sur l'environnement.

Dans ce cadre en France, la notion d'emballage est prise au sens large (« des palettes simples, des palettes-caisses et autres plateaux de chargement en bois, des caisses, caissettes, cageots, cylindres et emballages de même nature en bois, ou des tourets en bois ») et le bois utilisé ne doit pas être considéré comme dangereux au sens du code de l'environnement.